# Малечево
Малечево (пол. Maleczewo, нім. Maletten) — село в Польщі, у гміні Елк Елцького повіту Вармінсько-Мазурського воєводства.
Населення — 74 особи (2011).

## Демографія
Демографічна структура станом на 31 березня 2011 року:
|          | Загалом | Допрацездатний вік | Працездатний вік | Постпрацездатний вік |
| -------- | ------- | ------------------ | ---------------- | -------------------- |
| Чоловіки | 40      | 13                 | 22               | 5                    |
| Жінки    | 34      | 9                  | 20               | 5                    |
| Разом    | 74      | 22                 | 42               | 10                   |